# Unione Sportiva Casertana 1973-1974
Questa voce raccoglie le informazioni riguardanti l'Unione Sportiva Casertana nelle competizioni ufficiali della stagione 1973-1974.

## Rosa
| N. |                   | Ruolo | Calciatore          |
| -- | ----------------- | ----- | ------------------- |
|    | Italia (bandiera) | A     | Giancarlo Bellisari |
|    | Italia (bandiera) | P     | Armando Buffon      |
|    | Italia (bandiera) | D     | Rocco Capasso       |
|    | Italia (bandiera) | A     | Giuseppe D'Agostino |
|    | Italia (bandiera) |       | L. D'Agostino       |
|    | Italia (bandiera) | D     | Raffaele D'Agostino |
|    | Italia (bandiera) | D     | Germano D'Antoni    |
|    | Italia (bandiera) | C     | Domenico Di Maio    |
|    | Italia (bandiera) | A     | Marco Fazzi         |
|    | Italia (bandiera) | A     | Walter Giobbo       |
|    | Italia (bandiera) | C     | Bruno Govetto       |

| N. |                   | Ruolo | Calciatore        |
| -- | ----------------- | ----- | ----------------- |
|    | Italia (bandiera) | D     | Adriano Grava     |
|    | Italia (bandiera) | A     | Oriano Grop       |
|    | Italia (bandiera) | D     | Renzo Groppello   |
|    | Italia (bandiera) | A     | Giulio Martina    |
|    | Italia (bandiera) | P     | Pier Angelo Negro |
|    | Italia (bandiera) | A     | Elvi Pianca       |
|    | Italia (bandiera) | C     | Diego Pupo        |
|    | Italia (bandiera) | C     | Bruno Ranieri     |
|    | Italia (bandiera) | D     | Piero Volpi       |
|    | Italia (bandiera) | D     | Mario Zathila     |